# در کافه جوانی گمشده
در کافه جوانی گمشده (به فرانسوی: Dans le café de la jeunesse perdue) رمانی است از پاتریک مودیانو که در ۴ اکتبر ۲۰۰۷ توسط انتشارات گالیمار منتشر شد. 
 

## خلاصه
رمان براساس داستانی ساخته شده که چندین راوی آن را روایت می‌کنند. بن مایه این رمان همان بن مایه آشنای داستان‌های پلیسی است: لوکی زنی است باهوش و زیبا که به ناگاه در زندگی جمعی پدیدار شده، تاثیر مرموز و شاید مخرب خود را گذاشته و بعد بسان غبار ناپدید شده است. و حالا کارآگاهی به درخواست همسر او جستجویی را شروع می‌کند که باز بر طبق همان کهن‌الگوهای داستان‌های پلیسی مدام پیچیده و پیچیده‌تر می‌شود.